# 道の駅むなかた
道の駅むなかた（みちのえき むなかた）は、福岡県宗像市にある国道495号の道の駅である。
2008年（平成20年）4月12日に開業した。開業以来から売上右肩上がりで、2017年時点では九州の道の駅としては最大の売上を誇っている。

## 施設
- 駐車場
  - 普通車 - 500台
  - 大型車 - 25台
  - 身体障がい者用 - 6台
- トイレ
  - 男 - 20器
  - 女 - 20器
  - 身体障がい者用 - 2器
- 公衆電話
- 宗像観光おみやげ館 - 9時00分～17時00分 - 宗像のお土産品や福岡県や近隣地区のお土産品を販売する。
- 米粉パン工房 姫の穂[2] - 9時00分～17時00分 - 米粉で作られたパンを販売する。
- くつろぎホール・展望デッキ[3]
- テイクアウトショップ「宗像や」[4] - 9時00分～17時00分 - テイクアウトで宗像産の素材を使用のソフトクリームやコロッケやからあげやコーヒーなどを販売する。
- レストラン 「おふくろ食堂はまゆう」[5] - 11時00分～16時00分
- 物産直売所[6] - 9時00分～17時00分 - 宗像でとれた魚介類と宗像地区でとれた野菜や、宗像地区で作られた加工品や菓子や工芸品などを販売する。
- リリールーム（キッズスペース）・授乳室[7]
- 花き園芸と工芸雑貨のお店「higoro」（ひごろ）[8]
- むなかたスムージースタンドFRATTO（ふらっと）[9]
- 道の駅むなかた RVパーク[10]
- 観光ステーション「むなたびラボ」[11]

## 休館日
- 第4月曜日
- 8月15日 - 8月17日
- 12月31日 - 1月5日

## アクセス
- 国道495号 - 登録路線
  - 福岡県道300号岡垣玄海線

## 周辺
- 宗像大社
- 鎮国寺
- 海の道むなかた館
- メルキュール福岡宗像リゾート＆スパ
- 神湊渡船
- 福岡県立少年自然の家「玄海の家」[12]